# Josep Duran i Riera
Josep Duran i Riera (Barcelona, 15 d'octubre de 1849 – desembre 1928), fou un pintor de gènere actiu a Barcelona el darrer terç del segle xix i primer del segle xx.
Fill de Domingo Duran i Aray, mestre, i d'Antònia Riera i Mayol naturals de Barcelona. Va realitzar els seus estudis en l'Escola de Belles Arts de Barcelona on va ser deixeble d'Antoni Caba. El seu estil va estar influït pels Natzarenistes catalans i va arribar a col·laborar amb Enric Monserdà.
El 1870 va participar en l'Exposició de Belles Arts de Barcelona amb les pintures «Un Rabadà», «Un retrat» i un «Quadro de casera», i el 1871 va presentar «Després del treball» i «Un subscriptor al diari».
El 1872 va pintar «Retrat de dama» i «Repassant l'àlbum» que s'exposa al Museu Nacional d'Art de Catalunya a Barcelona.
Va participar el 1873 en l'exposició de la sala barcelonesa Monter amb les obres «¡No hi ha remei¡» i «Amors descoberts» i el 1876 amb «Una cita» i «Ja surt el sol».
El 1879 va participar en l'Exposició de Belles Arts de Girona, on la Diputació de Girona li va comprar el quadre «La hisenda de la casa» i la Comissió de Monuments va adquirir dos «estudis de dona». El 1880 va tornar a exposar a Girona el quadre «Vigília de festa», «El joier ambulant», «Somni» i «l'Espampolayray», i dos quadres a la Sala Parés; el 1881 va fer cinc quadres d'entre els quals destaquen «Lola» i «Una noia del camp» i va exposar al centre artístic d'Olot; el 1882 set quadres destacant «En el passeig», «L'Estiu, «Cap d'estudi» i «Tipus espanyol» i el 1887 va exposar «Una pagesa» a la Sala Parés.
Cap al 1890 va abandonar la seva activitat expositiva i es va allunyar de la vida pública. Va morir cap al 20 de desembre de 1928.

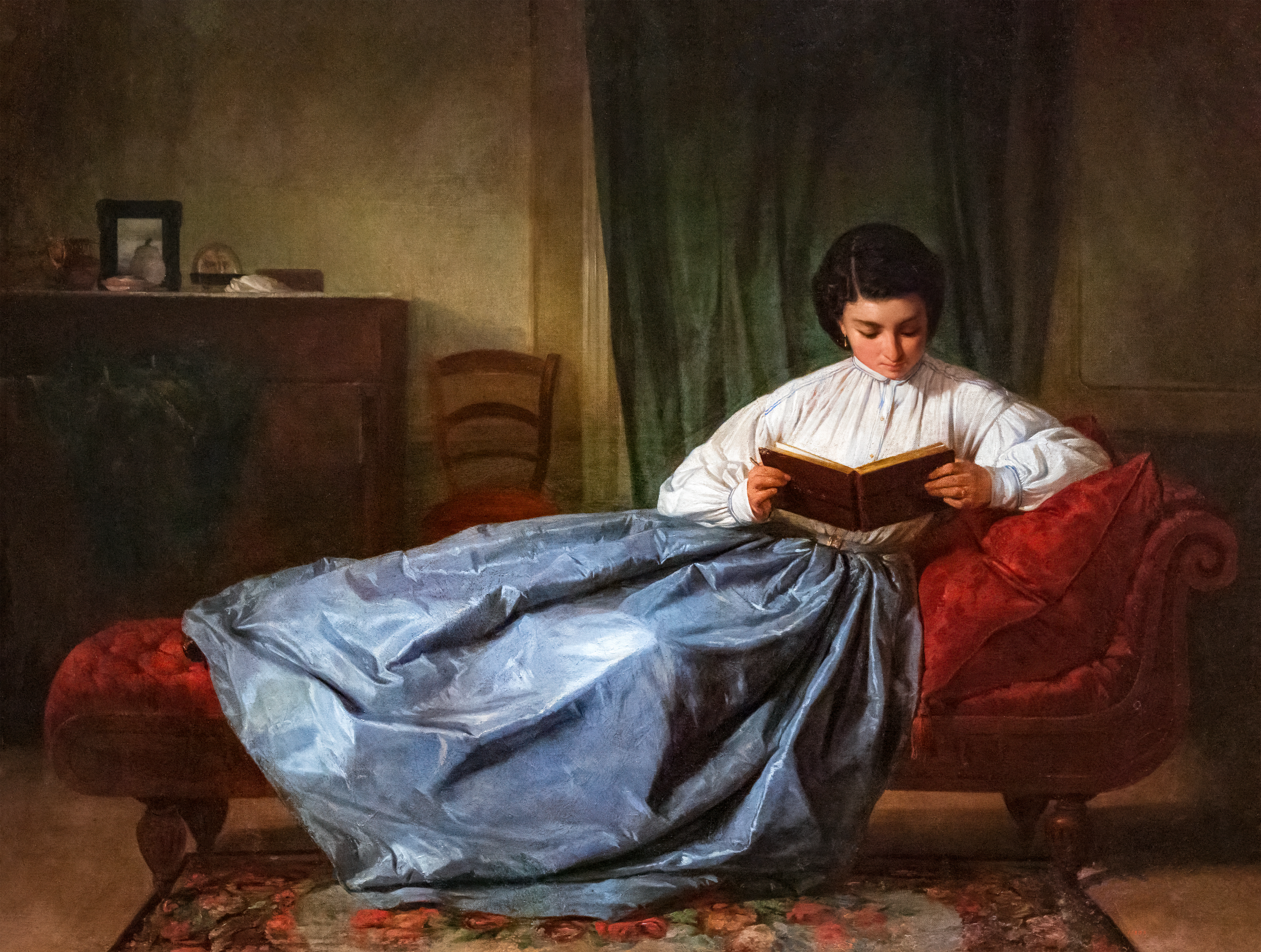
Repassant l'àlbum - Museu Nacional d'Art de Catalunya
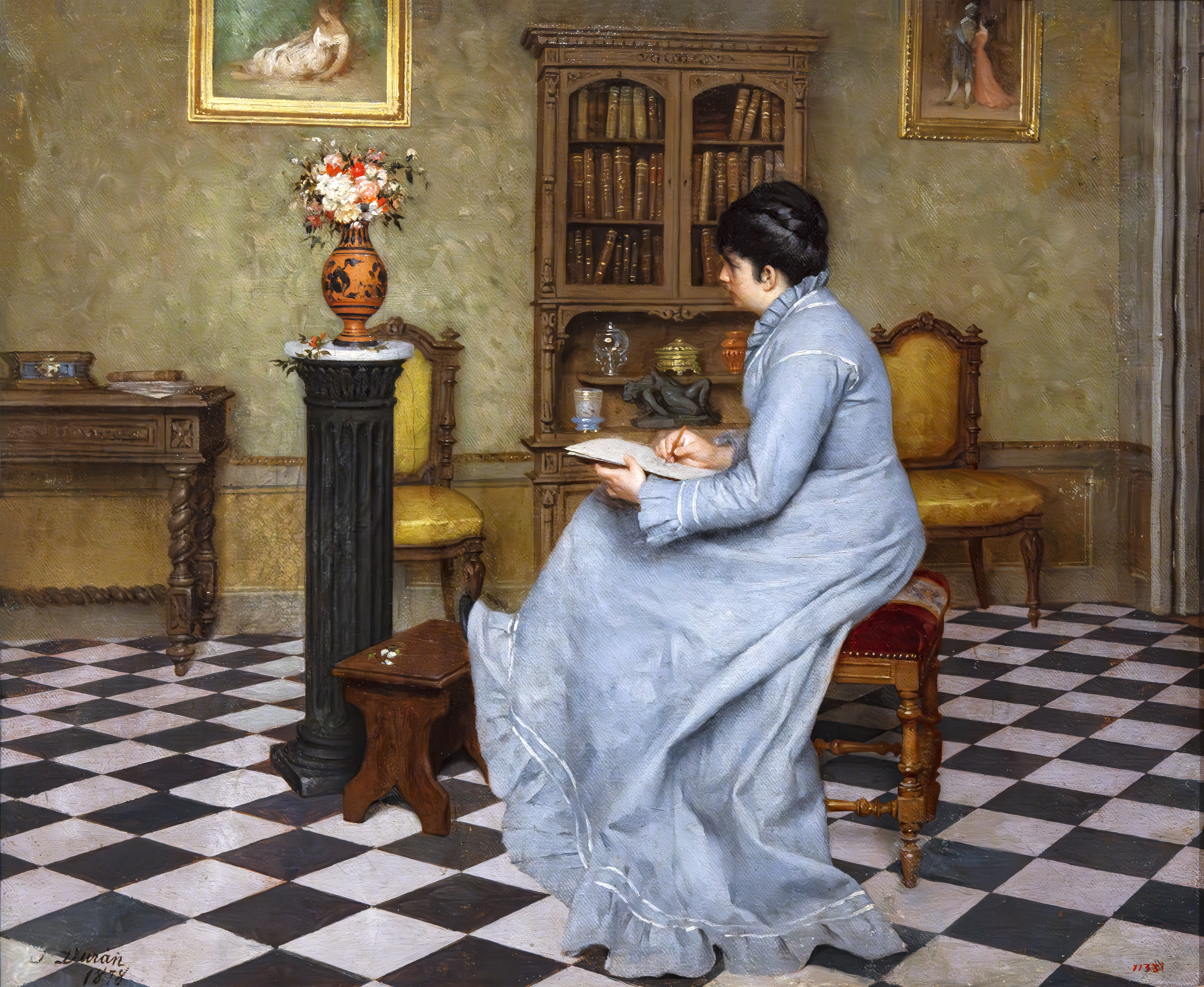
Dona dibuixant - Museu Nacional d'Art de Catalunya